# Thierry Dedieu
Pour les articles homonymes, voir Dedieu.
Thierry Dedieu, né le 11 juillet 1955 à Narbonne, est un artiste français, auteur et illustrateur de littérature d’enfance et de jeunesse, et peintre. Il utilise les pseudonymes de Tatsu Nagata (scientifique farceur) et Mei Mitsuki.

## Biographie
Après des études scientifiques, Thierry Dedieu commence sa carrière dans la publicité. Puis il devient auteur-illustrateur et biologiste. C'est en 1991 qu'il publie son premier album illustré, Petit Soldat Noël, dont le succès est plus important aux États-Unis qu'en France. En 1994, il publie Yakouba, album qui lui permet d'être reconnu dans le milieu de l'édition jeunesse. En 1998, il décide d’abandonner sa profession de publicitaire pour se consacrer à la création d'albums, ainsi qu'à la peinture et à la photographie qu’il pratique en parallèle. Ses différentes passions expliquent la diversité de son œuvre, qui contient entre autres un album photographique (Le Roi des sables, 2010), plusieurs documentaires sur la nature à destination des tout-petits publiés sous le pseudonyme de Tatsu Nagata, et des adaptations de contes et de fables en découpage. En 2015, il s'est particulièrement intéressé à la petite enfance en pilotant la création de la collection « Bon pour les bébés » au Seuil Jeunesse.
Il collabore par ailleurs régulièrement avec d'autres figures de la littérature jeunesse, notamment avec Frédéric Marais pour la série des deux ours Bob & Marley,, créée en 2015.
Son album sur la première Guerre Mondiale 14-18. Une minute de silence à nos arrière-grands-pères courageux paraît en 2014. Pour sa réédition en 2024, Télérama écrit : « Saisissante immersion dans la boue des tranchées, ce magnifique album grand format nous plonge dans l’âme damnée d’un pauvre poilu désespéré. [...] Le graphisme épuré de cette bande dessinée magistrale nous fait pénétrer de plain-pied dans les assauts et les corps-à-corps belliqueux, fusil et baïonnette en mains, des valeureux combattants ». L'album fait partie de la « Bibliothèque idéale » du Centre national de la littérature pour la jeunesse (BnF) en 2024.
En 2019, il écrit et illustre  Noël au printemps. Marine Landrot écrit dans Télérama : « L’ambivalence des sentiments a toujours intéressé Thierry Dedieu, très fort pour faire apparaître la noirceur des êtres, la colère intérieure qui envahit leurs visages comme leurs dos, et les rend effrayants malgré eux. (...) Il y a tant de force à puiser dans ces illustrations où palpitent mille nuances de marron, au plus près de la matière enveloppant le vivant. »

## Prix et distinctions
- 1995 :  Prix Sorcières, catégorie Album, pour Yakouba
- 1995 : Prix Goncourt jeunesse pour Feng
- 2005 : Grand Prix SGDL du roman jeunesse[7] pour Jeanne
- 2008 :   "Mention" Prix BolognaRagazzi, Foire du livre de jeunesse de Bologne, catégorie "Fiction", pour l'ouvrage L'Ogre qu'il a illustré, sur un texte de Karim Ressouni-Demigneux.
- 2010 : « Prix Spécial » pour l'ensemble de son œuvre, au Prix Sorcières
- 2021 : Sélection « Pépite » du Salon du livre et de la presse jeunesse[8], catégorie Fiction Junior, pour Mon Cher Ennemi : correspondance entre un lapin et un renard, avec Gilles Baum
- 2022 : Sélection Prix Sorcières[9] Catégorie Carrément passionnant mini, pour Mon Cher Ennemi : correspondance entre un lapin et un renard, avec Gilles Baum

## Œuvres

### Années 1990
- Cocottes perchées, ill. de Katy Couprie, Paris, Éditions Le Sourire qui mord, 1992, 58 p.  (ISBN 2-86434-043-7)
- Petit soldat Noël, Paris, Albin Michel Jeunesse, 1992, 30 p.  (ISBN 2-226-05785-4)
- L’As de pique, ill. de Rémi Courgeon, Paris, Éditions Circonflexe, coll. « Les Animoches », 1992, 26 p.  (ISBN 2-87833-076-5)
- Nicolas II, ill. de Rémi Courgeon, Paris, Éditions Circonflexe, coll. « Les Animoches », 1992, 28 p.  (ISBN 2-87833-077-3)
- Il était moins une, Paris, Seuil Jeunesse, 1993, 32 p.  (ISBN 2-02-019972-6)
- La Bande à moi, ill. de Philippe Vuillemin, Paris, Seuil Jeunesse, 1994 (BNF 34343006)
- Attention Mimolette, ill. d’Émilie Bouton, Paris, Albin Michel Jeunesse, 1994, 28 p.  (ISBN 2-226-06053-7)
- Voir la mer, ill. de Philippe Vuillemin, Paris, Seuil Jeunesse, 1994, 46 p.  (ISBN 2-02-022472-0)
- Yakouba, Paris, Seuil Jeunesse, 1994, 30 p.  (ISBN 2-02-021478-4) Prix Sorcières, catégorie Album, 1995
- Feng, Paris, Seuil Jeunesse, 1995, 30 p.  (ISBN 2-02-026069-7)Prix Goncourt jeunesse 1995
- Ludo, le petit dompteur qui n'a jamais peur !, ill. de Thierry Dedieu, texte de Marie-France Floury, Paris, Nathan, coll. « Un Livre animé », 1995, 6 p.  (ISBN 2-09-210879-4)
- Mino, mini-clown, fait son numéro, ill. de Thierry Dedieu, texte de Marie-France Floury, Paris, Nathan, coll. « Un Livre animé », 1995, 6 p.  (ISBN 2-09-210877-8)
- La Bande à moi, vol 2, Pit-bull contre zoulous, ill. de Philippe Vuillemin, Paris, Seuil Jeunesse, 1996, 42 p.  (ISBN 2-02-024746-1)
- Le Mangeur de mots, Paris, Seuil Jeunesse, 1996, 37 p.  (ISBN 2-02-028981-4)
- Mon chien, Paris, Seuil Jeunesse, 1998, 42 p.  (ISBN 2-02-031213-1)
- Comment naissent les années ?, ill. de Sara Fanelli, Paris, Seuil Jeunesse, 1998, 40 p.  (ISBN 2-02-032145-9)
- Les Aventures de Panda & Koala, vol 1, Un poisson à la mer, Paris, Seuil Jeunesse, 1999, 23 p.  (ISBN 2-02-031215-8)
- Les Aventures de Panda & Koala, vol 2, La Chasse à la fourrure, Paris, Seuil Jeunesse, 1999, 23 p.  (ISBN 2-02-031212-3)
- Marie-Louise, Paris, Seuil Jeunesse, 1999, 31 p.  (ISBN 2-02-038200-8)

### Années 2000
- D’où je viens ?, Paris, Seuil Jeunesse, 2000, 22 p.  (ISBN 2-02-037131-6)
- Poison, Paris, Seuil Jeunesse, 2000, 29 p.  (ISBN 2-02-043736-8)
- Clown d’urgence, Paris, Seuil Jeunesse, 2001, 32 p.  (ISBN 2-02-051070-7)
- 27 poules sur un mur, Paris, Seuil Jeunesse, 2002, 57 p.  (ISBN 2-02-050597-5)
- Article 309 du code pénal du jardin, Paris, Seuil Jeunesse, 2003, 22 p.  (ISBN 2-02-056081-X)
- Bonjour les artistes !, Paris, Seuil Jeunesse, 2004, 54 p.  (ISBN 2-02-062343-9)
- Jeanne, Paris, Seuil Jeunesse, 2004, 30 p.  (ISBN 2-02-068686-4) Grand Prix SGDL du roman jeunesse 2005
- Le Pacificateur, Paris, Seuil Jeunesse, 2004, 28 p.  (ISBN 2-02-068685-6)
- La Barbe-bleue, d’après Charles Perrault, Paris, Seuil Jeunesse, 2005, 36 p.  (ISBN 2-02-082172-9)
- Les Rennes de Noël, Paris, Seuil Jeunesse, 2005, 28 p.  (ISBN 2-02-082175-3)
- Série Les métiers de quand tu seras grand, Paris, Seuil Jeunesse
  - Vétérinaire, 2006, 16 p.  (ISBN 2-02-085822-3)
  - Maîtresse d’école, 2006, 16 p.  (ISBN 2-02-085821-5)
  - Pompier, 2006, 16 p.  (ISBN 2-02-085824-X)
  - Rock star, 2006, 16 p.  (ISBN 2-02-085823-1)
  - Footballeur, 2006, 16 p.  (ISBN 2-02-089260-X)
  - Astronaute, 2006, 16 p.  (ISBN 2-02-089261-8)
  - Chirurgien, 2006, 16 p.  (ISBN 2-02-089258-8)
  - Policier, 2006, 16 p.  (ISBN 2-02-089256-1)
  - Présidente, 2007, 16 p.  (ISBN 978-2-02-092611-9)
  - Pirate, 2007, 16 p.  (ISBN 978-2-02-092613-3)
  - Coiffeuse, 2007, 16 p.  (ISBN 978-2-02-096253-7)
  - Princesse, 2007, 16 p.  (ISBN 978-2-02-096254-4)
- Attatruc 1er, Paris, Seuil Jeunesse, 2006, 28 p.  (ISBN 2-02-088801-7)
- Les Enfants de la lune, Paris, Seuil Jeunesse, 2007, 36 p.  (ISBN 978-2-02-093963-8)
- Super, nouveau, génial, Paris, Éditions Thierry Magnier, col. « Tête de lard », 2007, 22 p.  (ISBN 978-2-84420-560-5)
- Kibwé[10], Paris, Seuil Jeunesse, 2007, 32 p.  (ISBN 978-2-02-096252-0)
- La Boîte à outils, Paris, Seuil Jeunesse, 2007, 10 p. + 3 outils,  (ISBN 978-2-02-096446-3)
- La Mallette du docteur, Paris, Seuil Jeunesse, 2007, 13 p. + 2 seringues  (ISBN 978-2-02-096447-0)
- L'Ogre, texte de Karim Ressouni-Demigneux, ill. de Thierry Dedieu, Rue du Monde, 2007  "Mention" Prix BolognaRagazzi, Foire du livre de jeunesse de Bologne 2008, catégorie "Fiction"
- Un loup au paradis, Paris, Seuil Jeunesse, 2008, 31 p.  (ISBN 978-2-02-098523-9)
- Les Nigaudosaures, Le Dondon contre le Mochgnac, Paris, Gallimard jeunesse-Giboulées, 2009, 16 p.  (ISBN 978-2-07-062528-4)
- Les Nigaudosaures, Le Griffognac contre le Grobidum, Paris, Gallimard jeunesse-Giboulées, 2009, 16 p.  (ISBN 978-2-07-062530-7)
- Les Nigaudosaures, Le Delphinium contre le Dentignac, Paris, Gallimard jeunesse-Giboulées, 2009, 16 p.  (ISBN 978-2-07-062531-4)
- Aagun, Paris, Seuil Jeunesse, 2009, 30 p.  (ISBN 978-2-02-099613-6)
- Dieux, Andernos-les-Bains, France, Éditions L’Édune, 2009, 30 p.  (ISBN 978-2-35319-037-9)
- Bonne pêche, Paris, Seuil Jeunesse, 2009, 48 p.  (ISBN 978-2-02-099718-8)
- Zoo, Paris, Gallimard jeunesse-Giboulées, 2009, 30 p.  (ISBN 978-2-07-062330-3)
- La Princesse au petit pois, d’après Hans Christian Andersen, Paris, Seuil Jeunesse, 2009, 16 p.  (ISBN 978-2-02-100491-5)

### Années 2010
- Le Roi des sables. Paris : Seuil Jeunesse, 2010, 22 p.  (ISBN 978-2-02-102056-4)
- Le Maître des estampes. Paris : Seuil Jeunesse, 2010, 54 p.  (ISBN 978-2-02-103195-9)
- Les Animaux sauvages. Mon premier carton à dessin. Paris : Seuil Jeunesse, 2010,  (ISBN 978-2-02-102892-8)
- Les Animaux de la ferme. Paris : Seuil Jeunesse, 2010  (ISBN 978-2-02-102891-1)
- Mon premier code de la route. Paris : Seuil Jeunesse, 2011, 22 p.  (ISBN 978-2-02-103959-7)
- Un océan dans les yeux. Paris : Seuil Jeunesse, 2011, 24 p.  (ISBN 978-2-02-104190-3)
- Comme une soudaine envie de voler. Toulouse : Petite plume de carotte, 2011, 41 p.  (ISBN 978-2-36154-013-5)
- L’Arche de Noé. Paris : Seuil Jeunesse, 2011, 14 p.  (ISBN 978-2-02-103957-3)
- Comme un poisson dans l’eau. Carnet de curiosités de Magnus Philodolphe Pépin. Toulouse : Petite plume de carotte, 2011, 41 p.  (ISBN 978-2-36154-022-7)
- La Guerre des mots. Paris : Sarbacane, 2012, 32 p.  (ISBN 978-2-84865-506-2)
- Dragons de poussière. Champs-sur-Marne : HongFei Cultures, 2012, 32 p.  (ISBN 978-2-35558-042-0)
- Paris sauvage ou Les Animaux sauvages vivant dans la capitale. Toulouse : Petite plume de carotte, 2012, 41 p.  (ISBN 978-2-36154-032-6)
- La Punaise. Paris : Sarbacane, 2012, 30 p.  (ISBN 978-2-84865-537-6)
- De concert avec la nature. Carnet de curiosités de Magnus Philodolphe Pépin, Toulouse, France, Éditions Petite plume de carotte, 2012, 41 p.  (ISBN 978-2-36154-038-8)
- Va-t’en guerre. Paris : Seuil Jeunesse, 2012, 38 p.  (ISBN 978-2-02-108464-1)
- Turandot, Princesse de Chine, librement adapté d’Histoire du prince Calf et de la princesse de la Chine de François Pétis de la Croix. Champs-sur-Marne : HongFei Cultures, 2013, 61 p.  (ISBN 978-2-35558-059-8)
- Poisson chat. Paris : Seuil Jeunesse, 2013, 28 p.  (ISBN 978-2-02-111124-8)
- Un toit pour moi. Carnet de curiosités de Magnus Philodolphe Pépin. Toulouse : Petite plume de carotte, 2013, 32 p.  (ISBN 978-2-36154-045-6)
- 14-18. Une minute de silence à nos arrière-grands-pères courageux[4], Paris : Seuil Jeunesse, 2014, 35 p.  (ISBN 979-10-235-0154-4)
- Le Samouraï et les 3 mouches. Champs-sur-Marne : HongFei Cultures, 2014, 28 p.  (ISBN 978-2-35558-080-2)
- Le Pissenlit. Carnet de curiosités de Magnus Philodolphe Pépin. Toulouse : Petite plume de carotte, 2014, 16 p.  (ISBN 978-2-36154-086-9)
- L’Étrange zoo de Lavardens. Paris : Seuil Jeunesse, 2014, 72 p.  (ISBN 979-1-02-350302-9)[11]
- Le caillou[12], Seuil jeunesse, 2016
- D'entre les ogres[13], avec Baum, Seuil jeunesse, 2017
- La princesse au bois se cachait[14], Seuil jeunesse, 2018
- Noël au printemps[6], Seuil jeunesse, 2019

- Série Bob et Marley , avec Frédéric Marais, Seuil jeunesse
  - Une quinzaine de titres depuis 2015, dont Le Cadeau[2],[3]

### Années 2020
- Mon Cher Ennemi : correspondance entre un lapin et un renard, avec Gilles Baum, Seuil, 2021